# Astrid Noack

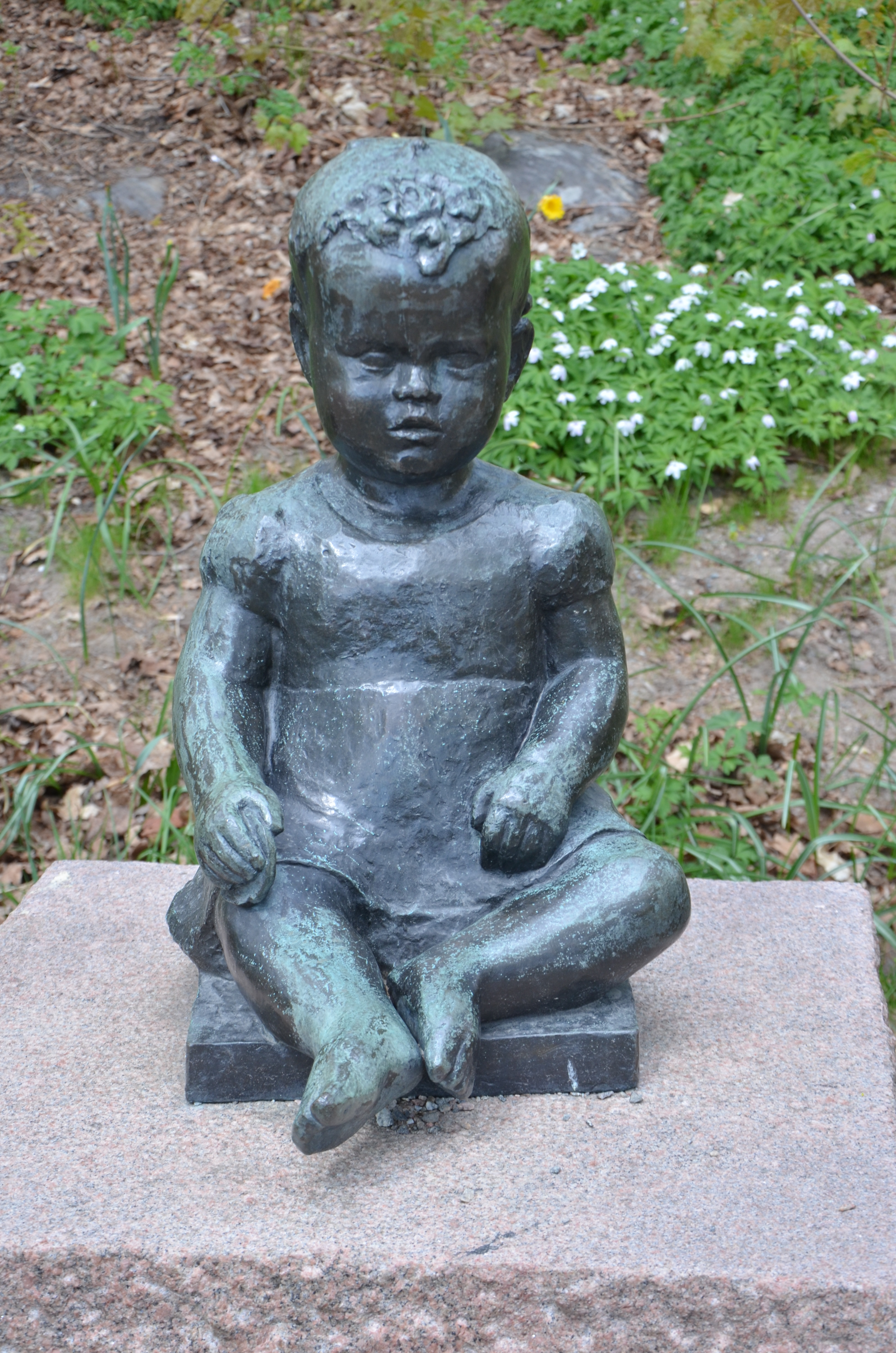
Runa i Sköndal i Stockholm

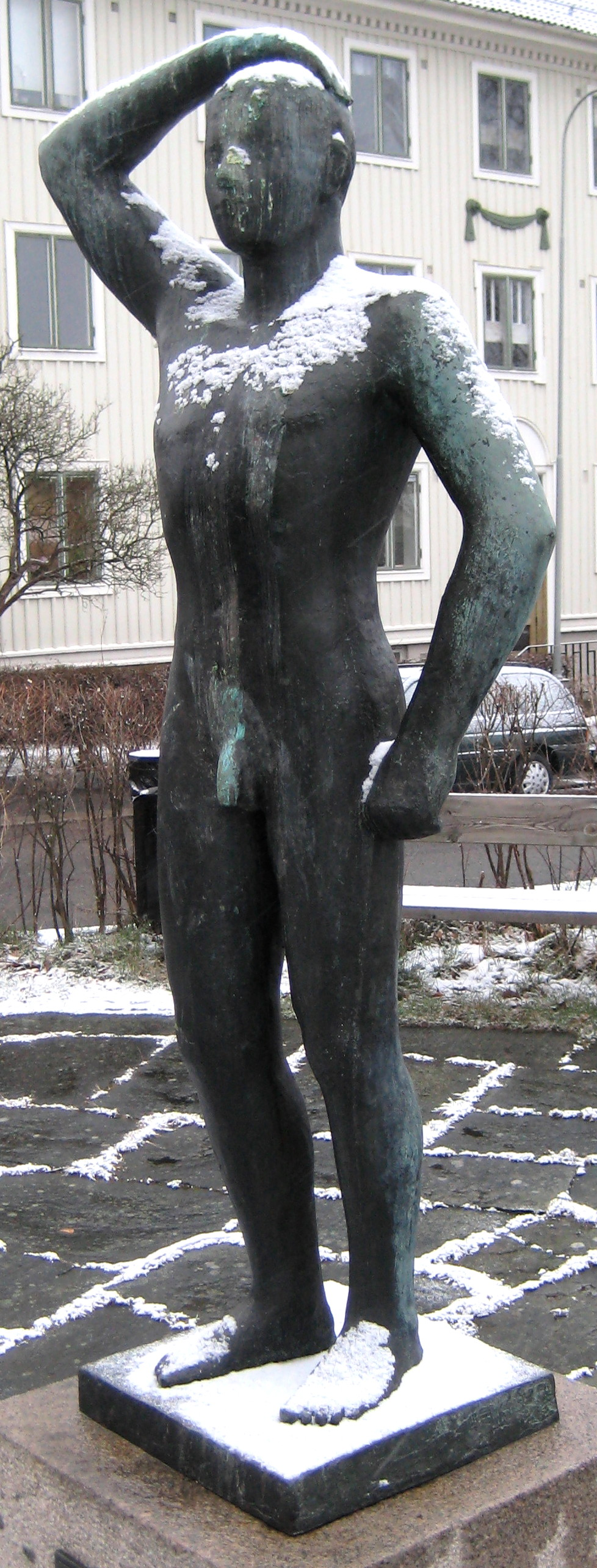
Ung man, Göteborg

Astrid Marie Sophie Noack, född 30 januari 1888 i Ribe, död 26 december 1954 i Köpenhamn, var en dansk skulptör.

## Biografi
Astrid Noack var dotter till köpmannen Johan Peter Noack (1831–1911) och Johanne Metdine Barkentin (1850–1913). Hon började med konsthantverk. År 1902 for hon till Köpenhamn och arbetade som porslinsmålare på porslinsfabriken Aluminia och utbildade sig från 1906 på Vallekilde Højskole på Själland till bildhuggare med gesällbrev 1910. Hon samarbetade bland annat med målaren Joakim Skovgaard, exempelvis med inredningen av Viborgs domkyrka. Hon reste 1920 till Paris och utbildade sig för Adam Fischer, Charles Despiau och Paul Cornet vid Académie Scandinave Maison Watteau. I Paris stannade hon i tolv år till 1932.
Astrid Noacks Stående kvinna på Göteborgs konstmuseum är inkluderad i Danmarks kulturkanon. Hon fick Eckersbergmedaljen 1940 och Thorvaldsenmedaljen 1954.
Astrid Noacks ateljé i gårdshuset på Rådmansgade 34 i Ydre Nørrebro i Köpenhamn, där hon arbetade 1936–1950, är bevarad och förvaltas av Foreningen Astrid Noacks Atelier.

## Offentliga verk i urval
- Byst av Adam Fischer, 1928, Sønderjyllands Kunstmuseum
- Anna Ancher, brons, 1927–1939, Skagens Museum
- Ung man, brons,1948, Ståthållaregatan/Fågelfängaregatan i Kungsladugård i Göteborg
- Stående kvinna, teak, 1937–1942, Göteborgs konstmuseum
- Ung man planterar ett träd, brons, 1949, Nordre Skøyen hovedgård i Oslo
- Det korsfæstede Menneske, 1943–1945, refugiet i Løgumkloster
- Runa, brons, Sköndalsvägen 124–126 i Sköndal i Stockholm
- Thorkild, brons, Sköndalsvägen 124–126 i Sköndal i Stockholm

## Fotogalleri

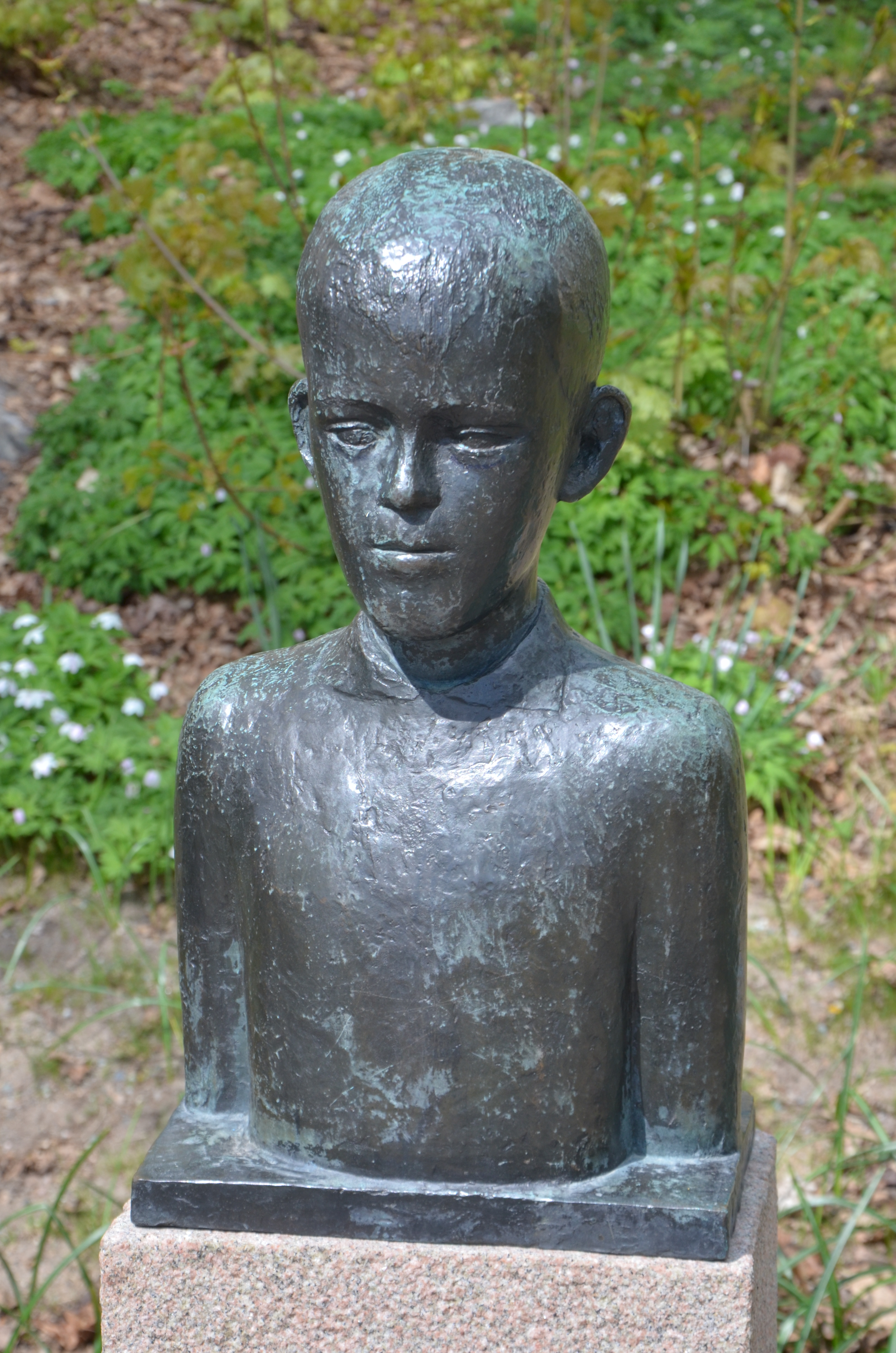
Thorkild i Sköndal